# 監察官
監察官（censor）是羅馬共和時期的政府官職，是羅馬文職官員體系中僅次於獨裁官的職位。其職權包括人口普查、公共道德，以及對政府財政的監督。

## 起源
首先建立人口普查制度的是羅馬王政時代的第六任國王薩菲羅斯·圖利烏斯。在廢除君主制，建立共和國之後，人口普查工作改為由執政官親自負責，直到公元前443年為止。公元前442年，由於沒有人當選為執政官，便指定由軍事保民官代行執政官權力，這是平民試圖獲得更高官職的重要一步。在此以前，儘管有平民擔任軍事保民官，但是執政官卻只能在貴族中選出。為了避免人口普查權落入平民之手，貴族將人口普查權從執政官和保民官手中分了出來，改由兩名“監察官”負責，而且監察官只能從羅馬貴族中選出。直到公元前351年，當時的執政官蓋烏斯·馬爾基烏斯·魯蒂盧斯才任命了第一個平民監察官。又過了12年，公元前339年，《披罗法》正式規定了兩名監察官中的一人必須由平民擔任。儘管如此，一直到公元前280年為止，始終沒有一個平民監察官能夠真正履行人口普查的職責。公元前131年，兩名監察官第一次全部由平民擔任。之所以設立兩位監察官，是因為此前就是由兩名執政官共同負責人口普查工作。如果一位監察官在任期內死亡，另一位將被迫辭職，並重新選出兩位監察官來代替他們。

## 選舉
每五年由百人會議選出。雖然它的是隨順共治的原則，透過兩位監察官，在一起服務的，但這項職務並非每年一任。由於這項職務不具有統治大權，故監察官並無刀斧手隨侍。不過，被選為監察官，已視為偉大的尊榮。因為成為監察官是一個羅馬政治家職業生涯的終點站，證明這個人是羅馬最有影響力的人之一。只有擔任過執政官，並且享有崇高的聲譽和尊嚴的人，才有資格參加監察官的選舉。
監察官的職務，最初於設立公元前443年，而且就像大多數職務一樣，是只對貴族公開的。隨著平民的影響力逐漸擴大，在公元前351年第一位非貴族被選為監察官。在蘇拉之獨裁官職位時期，該項職務被撤銷，但是在公元前70年恢復。

## 特徵
監察官通過舉行羅馬人民的正規戶口調查，並在收入與部族親疏關係的基礎上，來分配公民進入相應的投票階級。部族（tribes）在羅馬的民族範疇中，不是指種族，而是被監察官所指定的—個由古代公民家族的後代子孫，透過血統使之他們相互有關連的部族。監察官也登記自從上次的戶口調查后，在部族與投票階級中—獲得自由民身份的奴隸，為新的公民。

## 廢除
監察官一職從公元前443年到公元前22年一共存在了421年。
監察官的職責不僅僅限於羅馬城，而是包括整個義大利和所有的行省，監察所有的公共事務和財務。監察官也能夠從元老院移走不肖份子。公元前81年的蘇拉改革之後，新的元老被自動地登記，這大大地減少了監察官在元老院中對元老身份資格的影響力。監察官也掌管全國公共事業的合約簽署權。

## 職責
監察官的職責共有三項：
- 人口普查。包括登記公民的戶口和財產；審查羅馬元老院的名單；確認騎士身份等。
- 維護公共道德和社會風氣。
- 管理國家財政；監督公共建設工程。